# 안델코 사비치
안델코 사비치 1993년 3월 3일, 스위스 로잔 ~)는 스위스의 축구 선수이며 최근에는 FC 바부아에서 뛰고 있다.

## 클럽 커리어
2011년 FC 바셀에서 UC 삼프도리아로 이적하였다. 안델코 사비치는 세르비아의 여권 역시 갖고 있으며, AC 시에나를 상대로 대뷔전을 치렀다.